# Marc McClure
Marc Albert McClure (San Mateo, California, 31 de marzo de 1957) es un actor estadounidense, se destacó en la primera película de Superman: The Movie (1978), interpretando al fotógrafo Jimmy Olsen. McClure interpretó de nuevo su papel como Jimmy Olsen en Superman II, Superman III y Superman IV. Fue el único actor en interpretar el mismo papel en Supergirl. 
Además de Jimmy Olsen, otro papel conocido de McClure fue el de la película de 1985, Back to the Future, interpretando a Dave McFly, el hermano mayor del protagonista Marty McFly. Interpretó de nuevo ese papel en Back to the Future Part III (también apareció en Back to the Future Part II, pero la escena en la que él estaba en los últimos instantes de la película fue eliminada). Además, McClure fue protagonista en la película de 1976 Freaky Friday y en la nueva versión de 2003. También fue protagonista en la película de 1978 I Wanna Hold Your Hand.
También ha hecho apariciones como invitado en muchos programas de televisión, como Días Felices, Cazador, el Escudo, y el Caso Frío.

## Filmografía
- Zack Snyder's Justice League (2021) (Archivo de 2016 y 2017)
- Liga de la Justicia (2017)
- Just an American (2012)
- Hercules Saves Christmas (2012)
- Frost/Nixon (2008)
- Proud American (2008)
- Smallville (2007)
- Superman II: The Richard Donner Cut (2006) (Archivo de 1979 y 1980)
- Driftwood (2006)
- Coach Carter (2005)
- Freaky Friday (2003)
- Landspeed (2002)
- Venomous (2001)
- Python (2000)
- Peligro en las profundidades (2000) (Papel sin acreditar)
- Storm (1999)
- Menno's Mind (1997)
- That Thing You Do! (1996)
- Apollo 13 (1995)
- Sleepstalker (1995)
- The Vagrant (1992)
- Grim Prairie Tales (1990)
- Back to the Future Part III (1990)
- Back to the Future Part II (1989) (Escena eliminada)
- After Midnight (1989) (Segmento: "Video Date")
- Chances Are (1989)
- The Perfect Match (1988)
- Amazon Women on the Moon (1987) (Segmento: "The Old Dark House")
- Superman IV (1987)
- Back to the Future (1985)
- Supergirl (1984)
- Superman III (1983)
- Pandemonium (1982)
- Strange Behavior (1981)
- Superman II (1980)
- Used Cars (1980)
- Superman: The Movie (1978)
- I Wanna Hold Your Hand (1978)
- Coming Home (1978)
- The Phone Call (1977)
- Freaky Friday (1976)